# Kék
Kék is een plaats (község) en gemeente in het Hongaarse comitaat Szabolcs-Szatmár-Bereg. Kék telt 2067 inwoners (2001).